# Transgénero
Transgénero (português europeu) ou transgênero (português brasileiro) é um termo que se refere a pessoas cuja identidade de gênero difere do típico do seu sexo, atribuído ao nascer. Transgênero também é um termo abrangente: além de incluir pessoas (homens trans e mulheres trans) cuja identidade de gênero difere do sexo atribuído, podendo incluir pessoas não-binárias quanto ao gênero. Outras definições de transgênero também incluem pessoas que pertencem a um terceiro gênero. Poucas vezes, o termo transgênero é definido de modo amplo para incluir cross-dressers, independentemente de sua identidade de gênero. A identidade trans tem sido considerada como uma modalidade de gênero.

Bandeira do movimento e orgulho transgénero

Ser transgênero é independente da orientação sexual: as pessoas transgênero podem se identificar como heterossexuais, homossexuais, bissexuais, assexuais, entre outros rótulos para categorizar a orientação sexual, ou podem considerar os rótulos convencionais de orientação sexual inadequados ou inaplicáveis.
O termo transgênero também se distingue de intersexo, termo que descreve pessoas nascidas com características do sexo físico que não se encaixam nas noções binárias típicas de corpos masculinos ou femininos.
O grau em que as pessoas se sentem genuínas, autênticas e confortáveis dentro de sua aparência externa e aceitam sua identidade genuína tem sido chamado de "congruência transgênero", e o grau em que sentem que seu gênero é reconhecido como verdadeiro, baseados na leitura social de seus corpos tem sido chamado de "passabilidade". Muitas pessoas transgênero experimentam disforia de gênero e algumas procuram tratamentos médicos como terapia de reposição hormonal, cirurgia de redesignação sexual ou psicoterapia. Nem todas as pessoas transgênero desejam estes tratamentos e alguns não podem se submeter a eles por razões financeiras médicas ou por se sentirem confortáveis com seus corpos.
A maioria das pessoas transgênero enfrenta discriminação no trabalho e ao tentar um trabalho, em acomodações públicas e cuidados de saúde. As pessoas transgênero não são legalmente protegidas da discriminação em muitos lugares.

## Gramática
A palavra 'transgênero' foi introduzida na língua portuguesa nos anos 1980, por influxo  do inglês trangender, e seu uso difundiu-se, dando origem a derivações, tais como transgenerismo ou transgeneridade.
De acordo com o VOLP  e o Dicionário Houaiss,  'transgênero' é sempre um adjetivo comum de dois gêneros e dois números, isto é, nunca varia em gênero ou em número ('homem transgênero'; 'mulher transgênero'; 'pessoa transgênero'; 'homens transgênero'; 'mulheres transgênero'; 'pessoas transgênero'). Já segundo a Infopédia (Dicionários Porto Editora), 'transgênero' pode ser também um substantivo comum de dois gêneros, podendo portanto variar em número (singular ou plural). Assim, quando adjetivo, não varia, seja em gênero, seja em número ('homens transgênero'; 'mulheres transgênero'; 'pessoas transgênero') mas, quando substantivo, pode variar em número ('um transgênero'; 'vários transgêneros').
Dado que o termo 'transgénero', seja como adjetivo, seja como substantivo, é sempre invariável em  gênero, inexistem, na Língua Portuguesa culta, as formas 'transgénera/transgênera' ou 'transgéneras/transgêneras', que, no entanto, têm sido muito difundidas. Como solução "menos traumática para a língua", foi sugerida a introdução dos substantivos 'transgênere(s)'/'transgénere(s)' (por analogia a 'congênere/congénere') e o uso do adjetivo transgenérico(a).
Em Portugal a palavra 'transgénero' começou a ser utilizada pela Rede Ex Aequo - associação de jovens lésbicas, gays, bissexuais, transgénero, intersexo e simpatizantes. A entidade associação foi também a primeira  a adotar  mais tarde o termo 'transgenerismo' em substituição a 'transgenderismo' - calque grosseiro do inglês transgenderism para o português.

## Evolução do termo
O psiquiatra John F. Oliven da Universidade Columbia cunhou o termo transgênero em seu trabalho de referência de 1965, Sexual Hygiene and Pathology, escrevendo que o termo que havia sido usado, transexualismo, "é enganoso; na verdade, 'transgenderism' ['transgenerismo'] é o que se quer dizer, porque sexualidade não é um fator maior no transvestismo preliminar." O termo transgênero foi então popularizado com definições variando por várias pessoas transgênero, transexuais e travestis, incluindo Virginia Prince, que o usou na edição de dezembro 1969 de Transvestia, uma revista para cross dressers que ela mesma fundou. Em meados da década de 1970, tanto trans-gênero quanto pessoas trans eram usados como hiperónimos, e transgenderist (transgenerista) foi usado para descrever pessoas que queriam viver como cross-gender sem cirurgia de redesignação sexual (SRS). Em 1976, transgenderist foi abreviado como TG em materiais educacionais.
Em 1984, o conceito de "comunidade transgênero" desenvolvera-se, no qual transgênero era usado como um hiperónimo. Em 1985, Richard Elkins estabeleceu o "Trans-Gender Archive" na Universidade de Ulster. Em 1992, a Conferência Internacional sobre Direito Transgênero e Política de Emprego definiu transgênero como um hiperónimo abrangente, incluindo "transexuais, transgênero, cross-dressers" e qualquer pessoa em transição. O panfleto de Leslie Feinberg, "Transgender Liberation: A Movement Whose Time has Come", circulado em 1992, identificava transgénero como um termo para unificar atodas as formas de não-conformidade de género; desta maneira transgénero tornou-se sinónimo de queer.
As pessoas que não são transgênero — ou seja, aquelas cujo senso de identidade pessoal corresponde ao gênero que lhes foram atribuído no nascimento — são denominadas cisgênero. ou apenas chamados de "cis" pela comunidades, assim como se referem também a uma pessoa transgênero como apenas "trans" ou "NB" ou "queer'. As locuções 'homem trans' e 'mulher trans' referem-se a um homem e a uma mulher que não são cisgêneros. Manuais de profissionais de saúde, guias profissionais de estilo jornalístico e grupos de defesa LGBT aconselham o uso do nome social e dos pronomes pelos quais a pessoa transgênero em questão se identifica;

## Transexual e transgênero
A palavra "transexual" foi introduzida, no idioma inglês, em 1949, pelo sexologista David Oliver Cauldwell, a partir do vocábulo alemão Transsexualismus, e foi popularizada por Harry Benjamin, a partir de 1966, na mesma época em que o termo "transgênero" começou a ser difundido, nos países anglófonos.
Desde os anos 1990, o termo "transexual" tem sido geralmente utilizado para descrever o subconjunto de pessoas transexuais que desejam transitar permanentemente para o sexo com o qual se identificam e que, para isso, procuram assistência médica (por exemplo, a cirurgia de mudança de sexo).
No entanto, as preocupações dos dois grupos - transexuais e transgêneros - são por vezes diferentes. Por exemplo, homens e mulheres transexuais que podem pagar por tratamentos médicos (ou que têm cobertura institucional para seu tratamento) tendem a se preocupar com a privacidade médica e a estabelecer um status legal durável com referência ao seu gênero. As distinções entre os termos "transgênero" e "transexual" são comumente baseadas em distinções entre gênero (psicológico, social) e sexo (físico). Assim, pode-se dizer que a transexualidade refere-se mais aos aspectos materiais do sexo, enquanto o transgenerismo refere-se principalmente à disposição ou predisposição de gênero interna, bem como às expectativas sociais relacionadas e que podem acompanhar um determinado papel de gênero. Muitas pessoas transexuais preferem a designação transgênero. Por exemplo, Christine Jorgensen rejeitou publicamente o termo "transexual" em 1979 e, em vez disso, se identificou, em uma publicação, como "transgênero", dizendo: "o gênero não tem a ver com parceiros de cama; tem a ver com a identidade". Refere-se à crença de que "transexual" implica algo relacionado com sexualidade, quando se trata realmente de identidade de gênero. Algumas pessoas transexuais (aquelas que desejam ou fizeram a cirurgia de troca de sexo), no entanto, se opõem a ser incluídas no "guarda-chuva transgênero".
Em seu livro de 2007 Transgender, an Ethnography of a Category, o antropólogo David Valentine afirma que "transgênero" foi cunhado e usado por ativistas para incluir muitas pessoas que não necessariamente se identificam com o termo; portanto, essas pessoas não devem ser incluídas no espectro transgênero. Leslie Feinberg também afirma que, para algumas pessoas, "transgênero" não é um autoidentificador mas uma categoria imposta por observadores para entender as outras pessoas. No entanto, essas afirmações são contestadas pelo Transgender Health Program (THP), da organização LGBT Fenway Health, em Boston, que observa que não haver definições universalmente aceitas e que a confusão terminológica é comum, pois termos que eram populares na virada do século XXI podem agora ser considerados ofensivos. O THP recomenda que os clínicos perguntem aos clientes qual a terminologia que preferem e evitem o termo "transexual", a menos que tenham certeza de que o cliente se sente confortável com ele.
Harry Benjamin inventou um sistema de classificação para transexuais e travestis, chamado Escala de Orientação Sexual (EOS), no qual ele classificava transexuais e travestis em uma de seis categorias, com base em suas razões para a prática de cross-dressing e no grau de urgência de sua necessidade (se houvesse) de cirurgia de reatribuição de sexo. Benjamin considerou a intensidade moderada com que um "verdadeiro transexual" necessitava de estrogênio ou de testosterona como um "substituto ou preliminar à operação"; As pessoas que correspondiam à definição de Benjamin de um "verdadeiro transexual" mas não desejam a cirurgia incluem Miriam Rivera. Há também pessoas que tiveram a cirurgia, mas não cumpriam a definição de "transexual", a exemplo de Gregory Hemingway.
Segundo o especialista em biologia de género Milton Diamond, alguns adolescentes e jovens adultos intersexuais com genitais ambíguos, e alguns adolescentes e jovens adultos transgénero devem ser descritos de acordo com o género com o qual se sentem melhor, independentemente dos genitais.

## Classificação em subgrupos
Além dos homens trans e das mulheres trans, cuja identidade de gênero difere do sexo que lhes foi atribuído e que formam o núcleo do "guarda-chuva transexual", sendo incluídos nas definições mais restritas, vários outros grupos são incluídos em definições mais amplas do termo. Há pessoas cujas identidades de gênero não são exclusivamente masculinas ou femininas, mas podem, por exemplo, ser andróginos, bigêneros, pangêneros ou agêneros - sendo muitas vezes agrupadas sob o termo alternativo genderqueer Há também pessoas do terceiro sexo (alternativamente, algumas fontes e algumas sociedades conceitualizam as pessoas transgênero como um terceiro gênero). Embora algumas fontes definam o transgênero muito amplamente, para incluir travestis/cross-dresser, estes são geralmente excluídos, assim como os transvestis fetichistas, porque se considera que expressem uma parafilia e não uma identificação de gênero. Da mesma forma, são excluídos drag kings e drag queens, que são performers (ou performistas), e cross-dressers que tenham a finalidade de entretenimento.
A psicóloga brasileira Jaqueline Gomes de Jesus define a população transgênero, ou simplesmente trans, como aquela "composta eminentemente por mulheres transexuais, homens transexuais, travestis e outros grupos, tais como os denominados crossdressers, drag queens/drag kings ou transformistas, queer/andróginos ou transgênero".

## História
Entende-se como gênero designado uma série de expectativas de implicações sociais baseadas nas características físicas (principalmente a genitália) com vias a dividir a sociedade humana em dois grandes grupos: homens e mulheres. A isso podemos adicionar características de hábitos e comportamentos, que podem ser variáveis em relação a tempo/espaço como por exemplo em termos de roupa, embora seja comum um homem usar calças no dia-a-dia em Portugal e Brasil, tal não acontece em locais como o Vaticano, por outro lado em meados do século XX seria impensável uma mulher usar calças em Portugal, situação que hoje em dia é vista como socialmente aceitável. Também há outras características de comportamento que enquanto alguns a atribuem justificativas biológicas outros atribuem justificativas sociais e apontam suas origens no surgimento da sociedade patriarcal tais como passividade, cooperação, emoção nas mulheres e atividade, competição e razão nos homens.
Estereótipos de género existem de forma binária em áreas tão diversas como a forma de agir, cuidados com a apresentação, emprego, educação, responsabilidades e relacionamentos. Mais recentemente alguns destes estereótipos de género tornaram-se mais esbatidos e menos reforçados que no passado, tendo os governos tomado medidas ativas neste sentido em áreas como o emprego.
A letra "T" da sigla LGBT era originalmente utilizada para identificar os travestis e/ou transexuais, posteriormente passou a ser utilizada para identificar uma categoria supostamente mais abrangente de pessoas - os transgéneros. Contudo, muitas pessoas transgénero não se consideram como parte deste movimento, por entender que as questões relacionadas com gênero e identidade fazem parte de um outro espectro não abrangido por grupos que primariamente focam suas ações em questões relativas à orientação sexual.
Pelo facto de, tecnicamente, os termos transexual, transgénero e travesti refletirem realidades diversas, apesar de por vezes haver a acepção de que transgénero descreve todas as pessoas que não são cisgénero (caso de transexuais e travestis) algumas pessoas preferem utilizar apenas a expressão trans ou a sigla T* para mais corretamente abranger todas estas pessoas.
Algumas pessoas transexuais não se consideram transgéneros, por não se considerarem como em trânsito entre gêneros. Entendem que sua identidade de gênero sempre foi uma só, e que foram designadas erroneamente. Já o termo transgênero se refere mais à mudança na forma pela qual alguém foi socializado, percebido e tratado, com base em sua auto-identificação, do que à mudança de gênero. O termo seria, entretanto, inadequado às pessoas que foram socializadas como sendo do sexo oposto àquele designado no nascimento e que, quando crianças, apresentaram transtorno de identidade de gênero infantil.
Pode-se afirmar portanto, e ao contrário do que se pensaria à primeira vista, que apenas algumas pessoas "transexuais" são englobadas pelo conceito de transgénero. Muitas delas sentem-se enquadradas dentro dos papéis sociais tradicionais para os homens e as mulheres sem nunca terem tido necessidade de transicionar enquanto adolescentes ou adultos. O mesmo se passa com as pessoas andróginos e intersexo, para as quais a questão de ser ou não transgénero apenas se aplica se as características que as definem como andrógino ou intersexo forem socialmente visíveis.
Praticamente em todas as sociedades, a sexualidade (e, por conseguinte, a orientação sexual) tem uma esfera visível em termos sociais - que vi desde uma troca de carícias em público até um casamento formal - e passa a fazer parte do estereótipo social de género. Assumindo essa definição alargada de "género", as pessoas que atuam publicamente fora do comportamento preestabelecido como heterossexual (mesmo que no seu íntimo sejam efetivamente heterossexuais) podem também ser consideradas transgénero.
Vários países e culturas do mundo têm sua forma específica de designar determinados sub-grupos de pessoas transgénero. Na Índia existem as hijras que foram designadas como homens no nascimento e mais tarde passaram a viver como mulheres, na Tailândia o termo Kathoey é utilizado de forma semelhante a transgénero. Classificações assim também foram um dia muito prevalentes nas Américas, na África, e entre os ilhéus do Pacífico Sul, e os aborígenes australianos e siberianos, então é possível que a construção de apenas 2 gêneros seja na realidade um entendimento novo para as culturas humanas difundido por meio das religiões abraâmicas, e mesmo assim não-absoluto, dada a existência histórica das khanith no Mundo Árabe e das travestis na América Latina.
No Brasil, entre os especialistas e a própria comunidade, não há consenso sobre o termo. As pessoas que não se identificam com um dos gêneros binários normalmente são identificadas com o termo queer, com um suposto "gênero neutro", com a denominação andrógino, ou pelo termo genérico transgênero. Cresce também o uso do termo "não-binário".
A designação de gênero irá corresponder uma série de expectativas e comportamentos esperados e tem como primeira referência a genitália (sexo) no momento do nascimento, ou seja, a parte mais visível em termos sociais, o que tradicionalmente dividiu a sociedade entre homens e mulheres, como primeira classificação das pessoas em sociedade.
Em fevereiro de 2010, a França tornou-se o primeiro país do mundo a retirar a identidade transgênero da lista de doenças mentais.
Em junho de 2018, a Organização Mundial da Saúde (OMS) deixou de considerar a transgeneridade como um transtorno mental, retirando-a da lista de doenças. Até esta data, as pessoas que não se identificavam com o seu sexo de nascença eram consideradas doentes mentais pelos principais manuais de diagnóstico, devido à classificação da OMS.  A oficialização normativa da decisão foi feita em maio de 2019, durante a 72º Assembleia Mundial da Saúde, em Genebra, quando a OMS  formalizou a retirada da classificação da transexualidade como transtorno mental da 11ª versão da Classificação Estatística Internacional de Doenças e Problemas Relacionados com a Saúde (CID).

## Acesso à Saúde e Cuidados para a População Trans
A população transgênero possui necessidades específicas de saúde que abrangem desde a afirmação de gênero até cuidados gerais. Serviços de saúde inclusivos e capacitados são essenciais para garantir qualidade de vida e bem-estar, promovendo o direito universal à saúde.

### Aspectos dos Cuidados de Saúde

#### Apoio Psicológico e Psiquiátrico
O suporte psicológico é fundamental para abordar questões como a disforia de gênero e oferecer acompanhamento durante processos de afirmação de gênero. Em alguns países, o diagnóstico de incongruência de gênero é necessário para acessar outros procedimentos médicos.

#### Terapia Hormonal
Tratamentos hormonais envolvem o uso de estrogênios, androgênios e bloqueadores hormonais para alinhar características físicas ao gênero identificado. Devem ser realizados sob supervisão médica, com monitoramento regular de efeitos colaterais e saúde geral.

#### Procedimentos Cirúrgicos de Afirmação de Gênero
Cirurgias como mastectomia, tireoplastia (cirurgias de laringe que abordam a cartilagem da tireoide), feminilização facial e redesignação sexual são opções disponíveis em diversos sistemas de saúde, realizadas após avaliações médicas e psicológicas rigorosas.

#### Cuidados Gerais de Saúde
Pessoas transgênero necessitam de acesso a exames preventivos e acompanhamento médico contínuo, como mamografias para mulheres trans, exames ginecológicos para homens trans, suporte endócrino e cuidados relacionados ao envelhecimento.

#### Capacitação de Profissionais de Saúde
Barreiras como discriminação institucional e preconceitos nos serviços de saúde podem dificultar o acesso. A capacitação de profissionais em práticas inclusivas é crucial para atender às demandas específicas da população transgênero.

## Avanços e Desafios Globais
A inclusão da população trans nos sistemas de saúde apresenta avanços e desafios globais. Em 2018, a Organização Mundial da Saúde (OMS) redefiniu a incongruência de gênero como uma condição de saúde sexual, retirando-a da classificação de transtornos mentais no CID-11, visando reduzir o estigma associado e reforçar o acesso a cuidados adequados. No entanto, muitas pessoas transgênero ainda enfrentam obstáculos, como acesso desigual a serviços especializados, legislações restritivas e falta de infraestrutura inclusiva.

## Brasil
A primeira cirurgia trans feita no país data de 1971 e gerou processo criminal contra o cirurgião plástico responsável, Roberto Farina.
Chega a mais de 4 milhões o número de pessoas trans e não binárias, no Brasil, segundo estudo da Unesp, o que corresponde a aproximadamente 1,9% da população brasileira; sendo 0,69% correspondente a pessoas identificadas como transgênero, e 1,19%, a pessoas não binárias. Ainda que a transfobia seja classificada como crime no Brasil, o número de assassinatos de  pessoas trans é crescente, desde 2008, segundo relatório da Transgender Europe (TGEU). 
70% dos casos registrados de assassinatos pessoas trans, no mundo, ocorrem na América do Sul e na América Central, sendo que 33% desses casos acontecem no Brasil. Entre outubro de 2020 e setembro  de 2021, registraram-se 375 assassinatos no mundo, representando aumento de 7% em relação ao ano anterior, sendo que, no Brasil, houve 125 mortes. Em 2020, a Associação Nacional de Travestis e Transexuais registrou 175 transfeminicídios e, no primeiro semestre de 2021, mapeou 80 mortes . Em 2022, foram 131 mortes, segundo o Dossiê: assassinatos e violências contra travestis e transexuais brasileiras, feito pela Associação Nacional de Travestis e Transexuais (ANTRA). No mesmo dossier, a referida organização afirma que o Brasil foi o país em que mais pessoas trans foram mortas pelo décimo quarto ano consecutivo.